# Victoria Ruffo
Victoria Ruffo, nata Maria Victoria Eugenia Guadalupe Martínez del Río Moreno-Ruffo (Città del Messico, 31 maggio 1962), è un'attrice messicana. È nota soprattutto come interprete di telenovelas.

## Filmografia parziale
- Al rojo vivo (1980-1981)
- En busca del paraíso (1982-1983)
- Natalie (La Fiera) (1983-1984)
- Juana Iris (1985)
- Victoria (1987-1988)
- Semplicemente Maria (Simplemente María) (1989-1990)
- Capricho (1993)
- Pobre niña rica (1995-1996)
- Vivo por Elena (1998)
- Abrázame muy fuerte (2000-2001)
- La madrastra (2005)
- Victoria (2007-2008)
- En nombre del amor (2008-2009)
- Triunfo del amor (2010-2011)
- Corona de lágrimas (2012-2013)
- La malquerida (2014)
- Las amazonas (2016)

## Doppiatrici italiane
Nelle versioni in italiano delle opere in cui ha recitato, Victoria Ruffo è stata doppiata da:
- Liliana Sorrentino in: Natalie e Victoria.
- Patrizia Salmoiraghi in: Semplicemente Maria.